# Francesco Vanni
Francesco Vanni(ur. 1563, zm. 26 października 1610) – włoski malarz, tworzący na przełomie późnego manieryzmu i wczesnego baroku. Tworzył głównie w Rzymie i rodzinnej Sienie wraz z okolicami.

## Życiorys
Przyrodni brat Ventury Salimbeni, innego znanego malarza toskańskiego.
Po śmierci ojczyma w wieku szesnastu lat przybył do Bolonii, a następnie do Rzymu, przez rok terminując w warsztacie Giovanniego de Vecchi.
W najwcześniejszej fazie swej twórczości pozostawał pod silnym wpływem Federica Barocciego.
Około 1600 roku na zamówienie papieża Klemensa VIII malował obrazy ołtarzowe oraz wykonał mozaikę Święty Piotr karcący Szymona Maga.
Spośród licznych dzieł malarza z okresu pobytu w Rzymie wyróżniają się również inne dzieła malowane dla tamtejszych kościołów, wśród nich Michał Archanioł pokonujący zbuntowanych aniołów z kościoła San Gregorio, Pietà dla Santa Maria in Vallicella i Wniebowzięcie NMP zdobiące kościół San Lorenzo in Miranda.
Na krótko przed śmiercią powrócił do Sieny, gdzie namalował Chrzest Konstantyna dla kościoła San Agostino,Objawienie się Chrystusa świętej Katarzynie oraz Zwiastowanie dla kościoła Santa Maria dei Servi.
Do jego najbardziej znanych uczniów należał Rutilio di Lorenzo Manettii.
Synowie Francesca, Michelangelo i Raffaello Vanni również poświęcili się malarstwu.

## Bibliografia

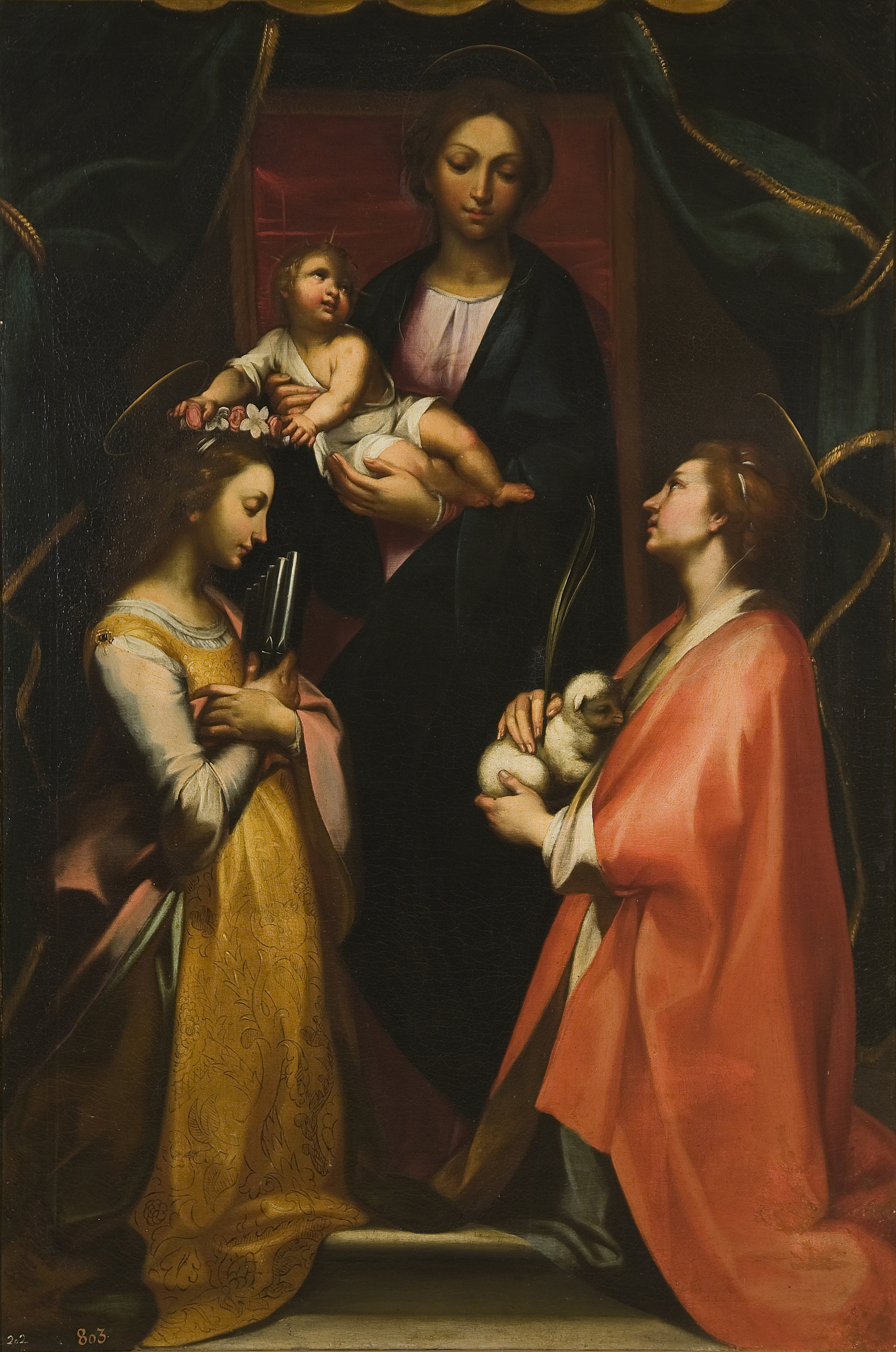
Francesco Vanni,Madonna z Dzieciątkiem i świętymi Cecylią i Agnieszką. Około 1600 r.